# Marshall University

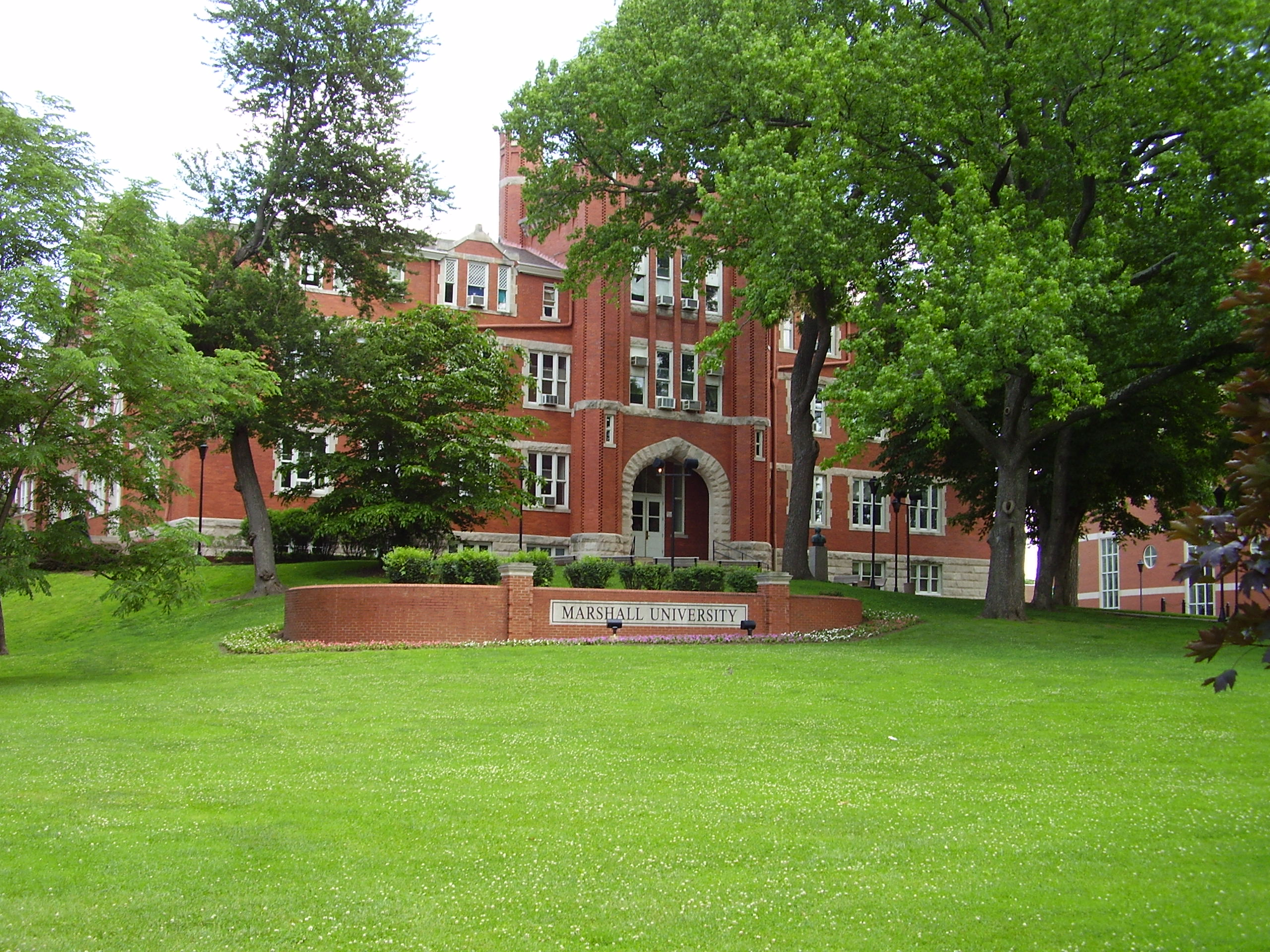
Old Main, das älteste Gebäude auf dem Campus der Marshall University, dessen Turm als Symbol der Universität gilt

Die Marshall University ist eine staatliche Universität mit Sitz in Huntington im amerikanischen Bundesstaat West Virginia. Sie ist benannt nach John Marshall, dem vierten Vorsitzenden Richter in der Geschichte des Obersten Gerichtshofs der Vereinigten Staaten, dessen Konterfei sich auch im Emblem der Universität findet. Die Hochschule wurde 1837 als Marshall Academy gegründet und erhielt 1961 ihren heutigen Namen sowie den Status einer Universität.
An der Marshall University, die über eine medizinische Fakultät verfügt und das Promotionsrecht ausübt, studieren rund 9.700 Studenten als Undergraduates und rund 4.100 im postgradualen Bereich. Überregional bekannt ist die Hochschule vor allem für ihre Ausbildungsangebote für das Gesundheitswesen im ländlichen Bereich sowie für ihren Masterstudiengang in Forensik. Die Sportmannschaften der Universität tragen den Namen Thundering Herd und starten in der Division I der National Collegiate Athletic Association in der Sun Belt Conference.

## Geschichte

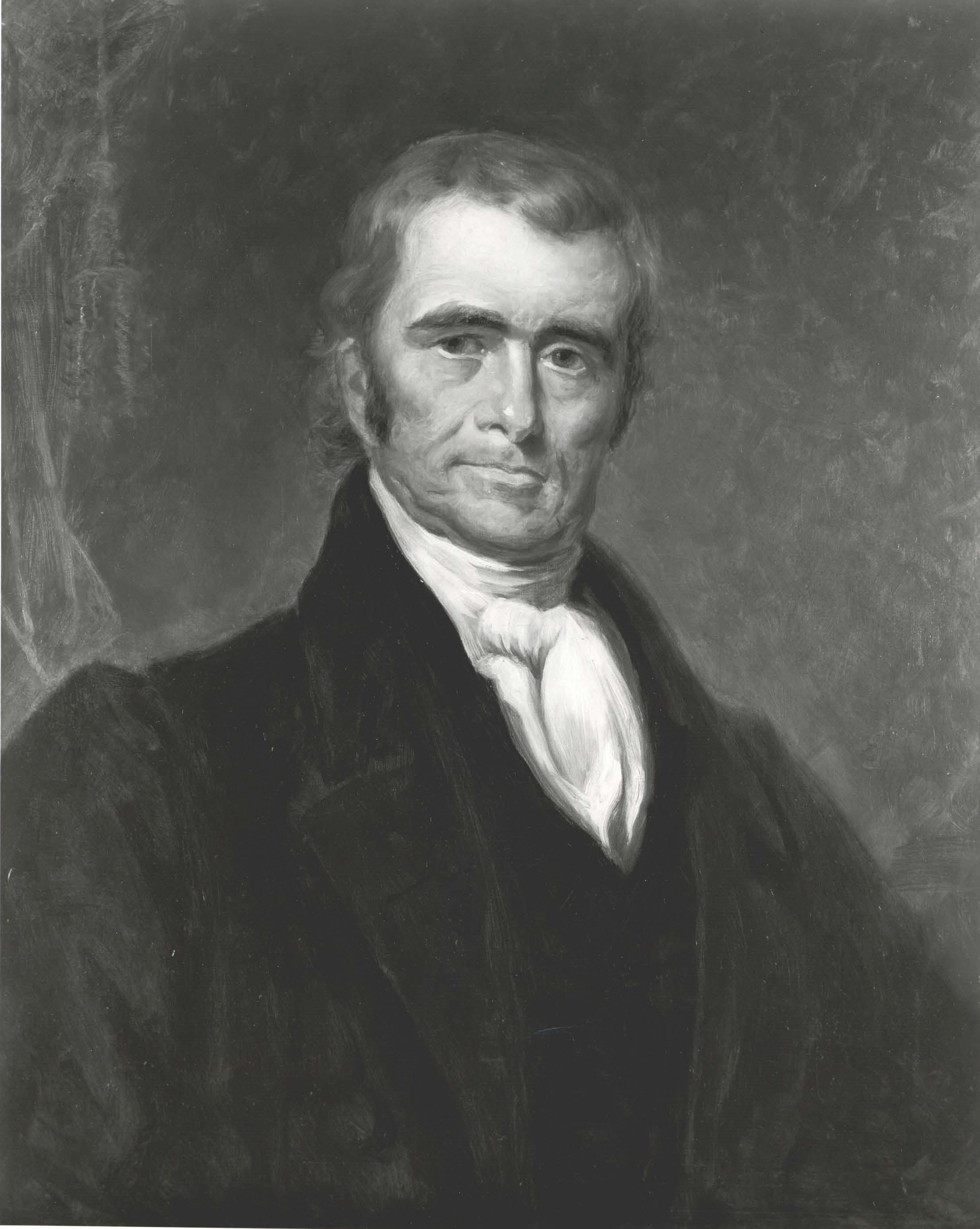
John Marshall, Namensgeber der Universität

Die Marshall University wurde 1837 im damaligen Bundesstaat Virginia unter der Bezeichnung Marshall Academy als sekundäre Bildungseinrichtung gegründet und erhielt ein Jahr später den Namen Marshall College. Nach dem Ende des Amerikanischen Bürgerkrieges, der 1863 zur Abtrennung des Westteils von Virginia und der Gründung des Bundesstaates West Virginia geführt hatte, erhielt die Einrichtung 1867 den Namen State Normal School of Marshall College und damit den Status einer Hochschule.
Seit 1920 werden von der Hochschule Bachelor-Abschlüsse verliehen. 1938 erhielt sie das Recht zur Vergabe von Master-Abschlüssen und den Status einer Hochschule mit Universitätsrang. Die volle Anerkennung als Universität erfolgte 1961, als die Hochschule ihren heutigen Namen erhielt. Seit der Gründung der medizinischen Fakultät im Jahr 1977 verleiht die Universität auch Doktorgrade in verschiedenen Fächern.

## Studienangebot
An der Marshall University bestehen Fachbereiche für Liberal Arts, für Kunst, für Pädagogik und Sozialwesen, für Informationstechnologie und Ingenieurwissenschaften, für Wirtschaftswissenschaften, für Naturwissenschaften, für Gesundheitsberufe sowie für Journalismus und Massenkommunikation, und darüber hinaus ein Graduate College und eine medizinische Fakultät. Von diesen Einrichtungen werden 68 Bachelor-Studiengänge sowie 52 weiterführende Studiengänge angeboten. 
Neben der Ausbildung von Erziehern und Lehrern für den Grundschul- und den weiterführenden Bereich zählen unter anderem die Fächer Buchhaltung, Management, Marketing und Wirtschaftswissenschaften, Musik, Theater und Bildende Kunst, Diätetik und Gesundheits- und Krankenpflege, Informatik, Journalismus, Kommunikationswissenschaften, verschiedene sprachwissenschaftliche Teildisziplinen, Geographie, Geschichts- und Politikwissenschaften, Psychologie und Soziologie, Mathematik, Physik, Chemie, Biologie, Geologie sowie Medizin zum Studienprogramm der Marshall University. Überregionale Reputation besitzt die Hochschule insbesondere für die Ausbildung von Fachkräften für das Gesundheitswesen im ländlichen Bereich sowie für ihre Studiengänge in Forensik.

## Lage und Ausstattung

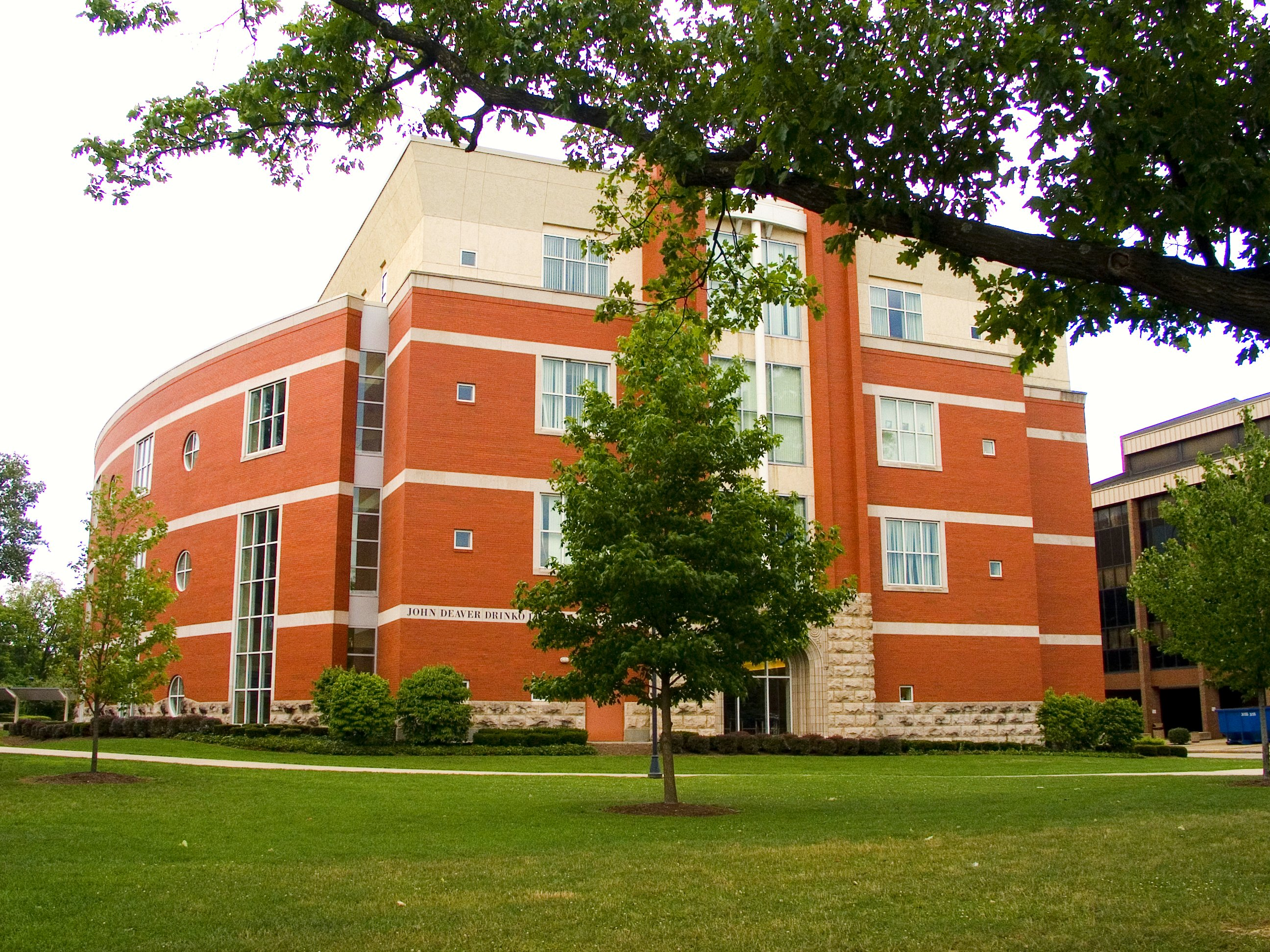
Die 1998 eröffnete John Deaver Drinko Library

Der Hauptcampus der Marshall University, zu dem unter anderem auch die Universitätsbibliothek und die Sportanlagen gehören, verteilt sich in der Stadt Huntington auf mehrere Standorte mit einer Gesamtfläche von rund 240.000 Quadratmetern. In Huntington befinden sich darüber hinaus auch die medizinische Fakultät (Joan C. Edwards School of Medicine) und das Universitätsklinikum (Marshall University Medical Center), das 1998 durch Erweiterung eines 1956 eröffneten Krankenhauses entstand. Seit dem Zusammenschluss mit dem zuvor bestehenden West Virginia Graduate College im Jahr 1997 besteht mit dem Marshall University Graduate College ein zweiter Campus in South Charleston.
Weitere Außenstellen der Hochschule, in denen bestimmte Kurse absolviert werden können, befinden sich in Gilbert (Learning Resource Center), Hurricane (Teays Valley Regional Center), Point Pleasant (Mid-Ohio Valley Center) und in Beckley (Beckley Center). Die ab 1960 in Logan und in Williamson bestehenden Bereiche der Universität wurden 1971 unter dem Namen Southern West Virginia Community and Technical College als eigenständiges Community College ausgegliedert. Beide Standorte kooperieren über das Southern Mountain Center in South Charleston mit der Marshall University.

## Hochschulsport

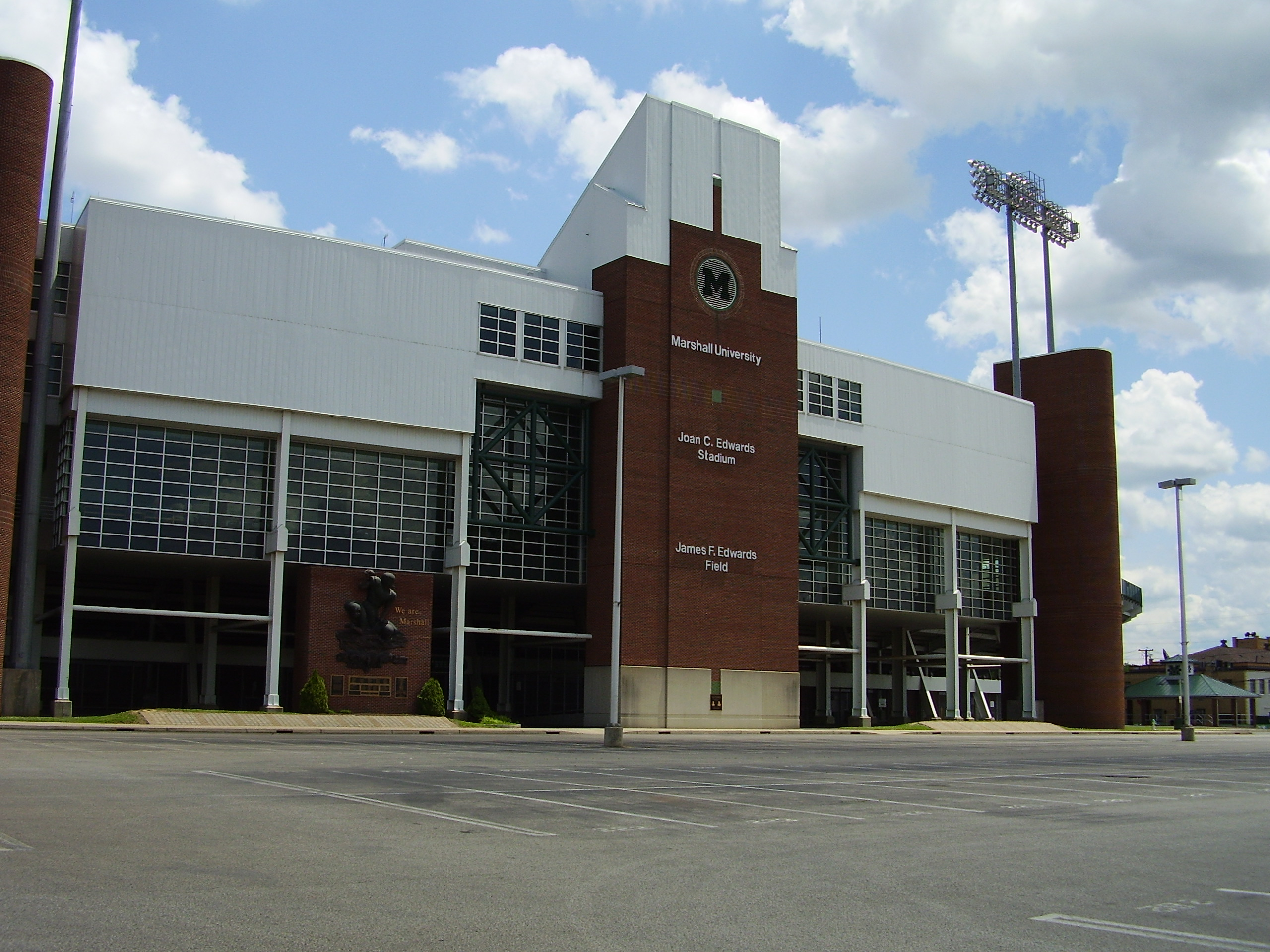
Joan C. Edwards Stadium, das Footballstadion der Marshall University

Die Sportmannschaften der Marshall University tragen den Namen Thundering Herd. Als Teamfarben werden Grün und Weiß verwendet, als Logo und Maskottchen fungiert ein Bison. Innerhalb des Sportbetriebs der National Collegiate Athletic Association (NCAA) starten die Mannschaften in der Division I genannten höchsten Spielklasse, im College Football gehört das Team der Marshall University seit 1997 zu der als Bowl Subdivision bezeichneten ehemaligen Division I-A. Seit 2022 ist die Universität Mitglied der Sun Belt Conference. Spielstätte der Footballmannschaft ist das auf dem Campus gelegene Joan C. Edwards Stadium mit rund 38.000 Plätzen. Die Basketballspiele werden im Cam Henderson Center mit einer Kapazität von 9.600 Zuschauern ausgetragen.
Bei den Herren stellt die Universität Mannschaften im American Football, im Basketball, im Baseball, im Fußball, im Golf und im Crosslauf. Zu den Damensportarten, in denen die Mannschaften der Hochschule aktiv ist, zählen Basketball, Softball, Fußball, Golf, Crosslauf, Schwimmen und Tauchen, Tennis, Leichtathletik und Volleyball. Die größten Erfolge der Thundering Herd waren der Gewinn der Landesmeisterschaft in der Division I-AA im College Football in den Jahren 1992 und 1996 sowie der Landesmeistertitel 1947 im Basketball der Herren in der National Association for Intercollegiate Basketball (NAIB).
Am 14. November 1970 starben während des Rückflugs von einem Spiel gegen die East Carolina University 37 Spieler, acht Trainer sowie 25 Förderer des Footballteams der Thundering Herd beim Absturz einer DC-9 der Fluggesellschaft Southern Airways, bei dem alle Passagiere und Crewmitglieder ums Leben kamen. Zur Erinnerung an dieses Ereignis, das als schwerwiegendstes Unglück der amerikanischen Sportgeschichte gilt, wurde neben verschiedenen Denkmälern im November 1972 ein Springbrunnen auf dem Campus errichtet, dessen Fontäne jährlich vom 14. November bis zum Frühling des kommenden Jahres abgestellt wird. Darüber hinaus entstand basierend auf diesem Ereignis im Jahr 2006 der Spielfilm Sie waren Helden, den der Regisseur McG mit den Schauspielern Matthew McConaughey, Matthew Fox und Kate Mara in den Hauptrollen produzierte.

## Bekannte Absolventen
Zu den Absolventen der Marshall University zählen unter anderem der Klimaforscher Lonnie G. Thompson, die Informatikerin Mary Jean Harrold,  die Politiker Robert Byrd und Earl Ray Tomblin, der Science-Fiction-Autor Nelson Slade Bond, die Pulitzer-Preis-Gewinner Julia Keller und Jack Maurice, der Sänger und Grammy-Gewinner Michael W. Smith sowie die Schauspielerin Conchata Ferrell. Bekannte Sportler, die ihre College-Laufbahn an der Marshall University absolvierten, waren unter anderem die American-Football-Spieler Frank Gatski, Chad Pennington, Ed Ulinski, Randy Moss und Troy Brown sowie Basketballspieler Jason Williams Basketballspieler und -trainer Mike D’Antoni.

## Weiterführende Literatur
- James E. Casto: Marshall University. Reihe: The Campus History Series. Arcadia Publishing, Charleston 2005, ISBN 0-7385-4190-7
- Ralph J. Turner, Cora P. Teel: Marshall Memories: A pictorial History of Marshall University 1837–1987. Marshall University, Huntington 1987
- Rick Nolte: The Marshall Story: College Football's greatest Comeback. Henchard Press, Macon 2006, ISBN 0-9776711-9-4